# ルチアの恩寵
『ルチアの恩寵』（ルチアのおんちょう、Troppa grazia）は2018年のイタリアのコメディ映画。
監督はジャンニ・ザナージ、出演はアルバ・ロルヴァケルとエリオ・ジェルマーノなど。
突然「聖母」が見えるようになり、教会を建てるように命じられたシングルマザーの測量士を描いている。
2018年5月に開催された第71回カンヌ国際映画祭の監督週間でクロージング作品に選ばれ、ヨーロッパ・シネマ・レーベル賞を受賞している。
日本では2019年4月から5月まで開催された「イタリア映画祭2019」で上映された他、2020年11月から開催された「イタリア映画祭2020」では視聴可能人数に制限を設けた上で有料でオンライン配信された。

## ストーリー
シングルマザーの測量士ルチアがようやく手に入れた仕事は巨大施設の建設予定地の地籍測量である。ルチアは、2011年版の測量図が間違っており、それに基づいた今回の建設には問題があることに気付くが、有力者らの利権が絡む上に、地元の活性化のためにも建設を止めることができないと、雇い主で友人でもあるパオロから黙っているように説得される。そんなある日、ルチアの前に聖母が現れる。聖母は施設の建設を止め、代わりに教会を建てるように人々に告げよと命じる。ルチアは疲労とストレスによる幻覚と考えて無視しようとするが、聖母は暴力で強引にルチアに言うことを聞かせようとする。ルチアは年頃の1人娘ローザの親権を守るため、精神的に不安定な状態であると見做されないように聖母が見えることを隠そうとしていたが、相談を受けた父ジュリオが感激のあまり、Facebookで聖母の話を公にしてしまう。ジャズ・ミュージシャンのジュリオにはフォロワーが多かったため、聖母の話は地元で一気に広まり、建設計画にも影響を与えるようになる。ルチアは聖母に促されるまま、建設予定地には問題があり、それに「水」が関係していると工事関係者らに告げるが、無視される。ところが、地下から水が溢れ出し、町中が冠水する事件が起きる。ルチアが本当に聖母の言葉を聞いたと信じる人々が現れる中、工事関係者らは地下水の排水装置の問題に過ぎないと語り、ルチアもそのように自分を納得させようとする。
ルチアは家から追い出したばかりの恋人アルトゥーロに聖母の件で何度も相談に乗ってもらううちに、2人の関係は徐々に改善していく。ルチアが夢の中で聖母から工事現場を吹き飛ばすように言われたと聞いたアルトゥーロは、バーで偶然に出会ったルチアの同僚ファビオと意気投合し、工事現場に忍び込むと、そこにある爆薬を使って現場一帯を吹き飛ばしてしまう。そこに駆けつけたルチアとローザは、爆薬で吹き飛ばされた場所に現れた洞窟の入り口から中に入ると、そこに美しい泉があるのを見付ける。

## キャスト
- ルチア・ラヴィ: アルバ・ロルヴァケル - 測量士。シングルマザー。
- アルトゥーロ: エリオ・ジェルマーノ - ルチアの恋人。電気技師。
- パオロ: ジュゼッペ・バッティストン - ルチアの雇い主。施設建設計画の責任者。
- ローザ: ローザ・ヴァンヌッチ - ルチアが10代で生んだ娘。フェンシング部。
- 聖母: ハダス・ヤロン（英語版） - ルチアにだけ見える存在。
- クラウディア: カルロッタ・ナトリ（イタリア語版） - ルチアの友人。施設建設計画の広報担当。
- グイド・セッラ: トマス・トラバッキ（イタリア語版） - 建築家。建設予定の大型施設を設計。
- ファビオ: ダニエレ・デ・アンジェリス（イタリア語版） - ルチアの仕事仲間。
- ジュリオ・ラヴィ: テコ・セリオ（イタリア語版） - ルチアの父。活動中止中のジャズ・ミュージシャン。

## 作品の評価
Rotten Tomatoesによれば、7件の評論のうち高評価は43%にあたる3件で、平均点は10点満点中4.00点となっている。